# Sagophora tsuruana
Sagophora tsuruana is een halfvleugelig insect uit de familie Aphrophoridae. De wetenschappelijke naam van deze soort is voor het eerst geldig gepubliceerd in 1907 door Matsumura.